# رايموند هيتشكوك
رايموند هيتشكوك (بالإنجليزية: Raymond Hitchcock)‏ هو كاتب سيناريو وممثل أمريكي، ولد في 22 أكتوبر 1865 في أوبورن في الولايات المتحدة، وتوفي في 24 نوفمبر 1929 في بيفرلي هيلز في الولايات المتحدة.

## وصلات خارجية
- رايموند هيتشكوك على موقع IMDb (الإنجليزية)
- رايموند هيتشكوك على موقع ألو سيني (الفرنسية)
- رايموند هيتشكوك على موقع أول موفي (الإنجليزية)
- رايموند هيتشكوك على موقع قاعدة بيانات برودواي على الإنترنت (الإنجليزية)
- رايموند هيتشكوك على موقع قاعدة بيانات الأفلام السويدية (السويدية)
- رايموند هيتشكوك على موقع كينوبويسك (الروسية)